# Frigg Oslo FK

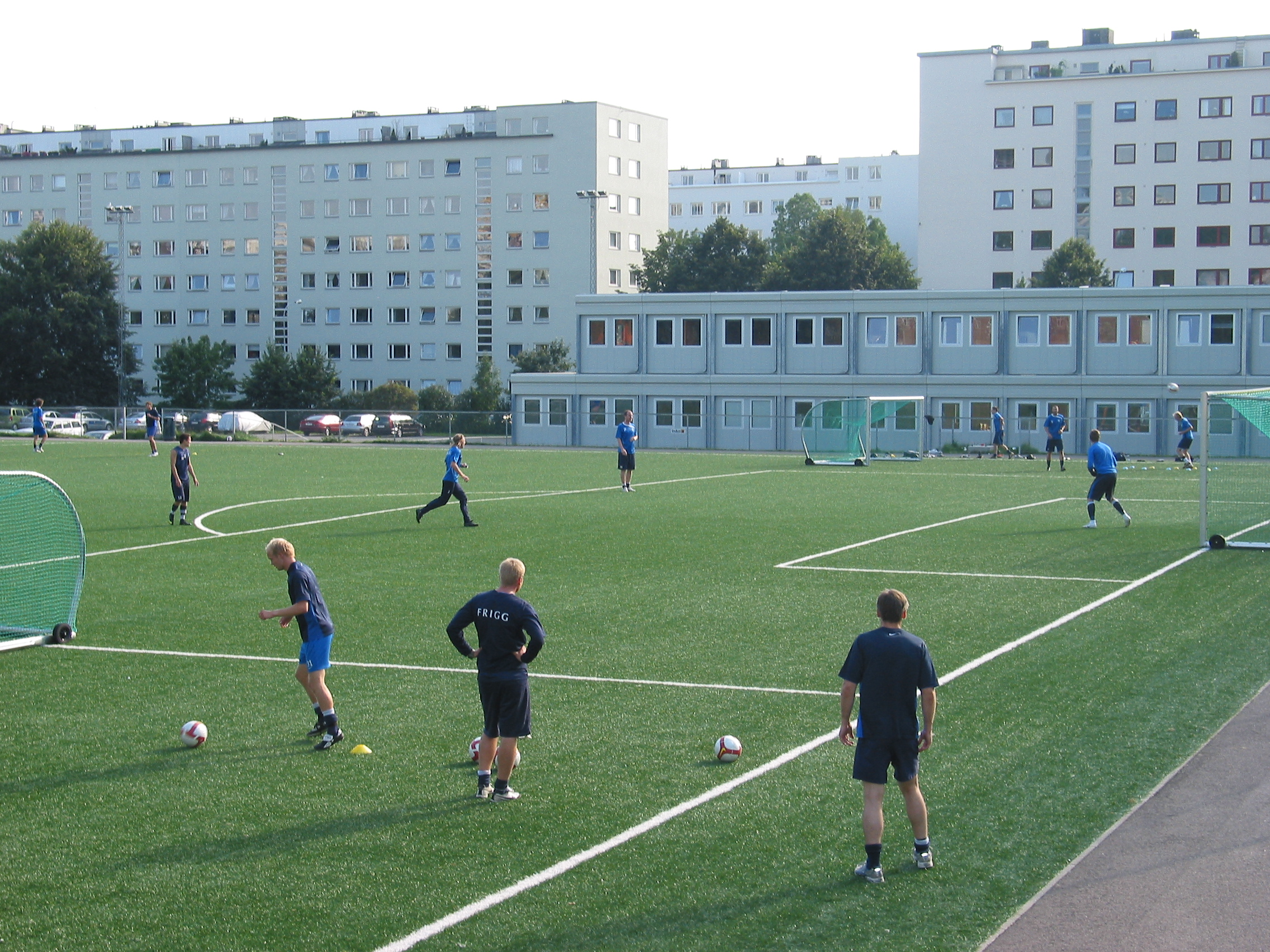
El Frigg entrenando en el Marienlyst.

El Frigg Oslo FK es un equipo de fútbol de Noruega que milita en la Oddsenligaen, la tercera liga de fútbol más importante del país.

## Historia
Fue fundado el 17 de mayo de 1904 en la ciudad de Majostua en la capital Oslo con el nombre SK Frigg en honor a Frigg, ser de la mitología noruega. También cuenta con una sección en bandy que ha sido finalista de la copa nacional en 4 ocasiones sin ganar ninguna.
El 21 de abril de 1954 se fusionó con el SK Varg y cambió a su nombre actual hasta 1990. Anteriormente era un equipo de balonmano, el cual ganó 2 títulos nacionales en la rama femenil. El club de fútbol jugó por muchos años en la Tippeligaen, donde ganó la Copa de Noruega en 3 ocasiones, aunque su última aparición en la máxima categoría fue en 1973.

## Palmarés
- Copa de Noruega: 3

1914, 1916, 1921
- Tercera División de Noruega: 1

2009

## Participación en competiciones de la UEFA
| Temporada | Torneo                 | Ronda | Club                 | Casa | Visita | Global |
| --------- | ---------------------- | ----- | -------------------- | ---- | ------ | ------ |
| 1966-67   | Inter-Cities Fairs Cup | 1     | Dunfermline Athletic | 1–3  | 1–3    | 2–6    |

## Jugadores destacados
- Harald Hennum
- Per Pettersen
- Mikkel Diskerud
- Bent Skammelsrud
- Tor Hogne Aarøy

## Entrenadores
- Knut Andersen (1966)
- Egil Olsen (1971-1975)
- Egil Olsen (1977-1984)